# Clarice Strozzi

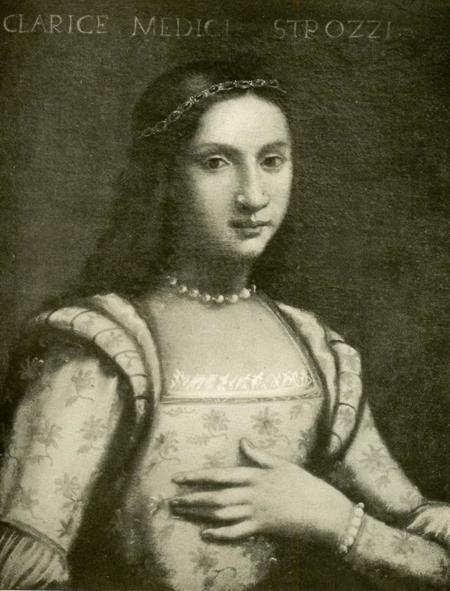
Clarice Strozzi, geb. de’ Medici (1493–1528)

Clarice Strozzi (auch Clara oder Clarissa Strozzi, geborene de’ Medici; * 1493 in Florenz; † 3. Mai 1528) war eine Angehörige der älteren Linie der Medici und seit 1508 mit Filippo Strozzi den Jüngeren, einem Florentiner Bankier, verheiratet.

## Leben
Clarice Strozzi, geborene de’ Medici, war eine disziplinierte, sparsame, anspruchslose, jedoch gebildete und auf ihre Abstammung stolze Frau, die ihr Leben im Wesentlichen der Erziehung und Ausbildung ihrer zehn Kinder widmete. Außerdem übernahm sie die Fürsorge für Ippolito de’ Medici (1511–1535), der ein illegitimer Sohn des Herzogs von Nemours war, und für Alessandro de’ Medici (1511–1537), dessen Herkunft strittig ist und der entweder ein illegitimer Sohn des Giulio de’ Medici, des späteren Papstes Clemens VII., oder des Lorenzo di Piero de’ Medici, des Vaters der Caterina de’ Medici, war.
Papst Leo X. übertrug im Jahr 1519 die Vormundschaft für die verwaiste Caterina de’ Medici seinem Vetter Giulio de’ Medici, der den Säugling der in Rom lebenden Familie Strozzi überantwortete. Caterina erlebte eine strenge, aber liebevolle Kindheit im Hause der Strozzi und war deswegen Clarice und dem lebenslustigen Filippo sowie deren Kindern zeitlebens dankbar. Clarice blieb bis zu ihrem Tod im Jahr 1528 die wichtigste Bezugsperson für ihre Nichte.
1525 ordnete Papst Clemens VII. die Rückkehr der Medici-Sprösslinge nach Florenz an und übertrug deren Betreuung dem Statthalter Kardinal Silvio Passerini, der von 1523 bis 1527 die Arnostadt despotisch regierte. Passerini minimierte die Kontakte zwischen den Strozzi und ihren ehemaligen Zöglingen, vernachlässigte jedoch seine Aufsichtspflicht für Ippolito und Alessandro, deren Ausschweifungen bald zur Ablehnung der Mediciherrschaft in Florenz führte. Schließlich entschlossen sich die Florentiner, nachdem sie von der Plünderung Roms (Sacco di Roma) durch kaiserliche und spanische Truppen erfuhren, sich gegen die Medici zu erheben.
Es ist hauptsächlich Clarice Strozzi zu verdanken, dass Caterina de’ Medici rechtzeitig nach Poggio in Sicherheit gebracht und somit keine Geisel der Aufständischen wurde.
Clarice wandte sich aufgrund der Bevorzugung des illegitimen Alessandros durch Clemens VII. zum Nachteil der legitimen Caterina vom Papst seit 1525 ab. Als nach dem Sacco di Roma die päpstliche Macht eingeschränkt war, verschaffte sich in Florenz Unmut über die Stadtregierung Luft. Clarice entschied sich für die Unterstützung der Anti-Medici-Partei und motivierte ihren Gatten entsprechend. Sie übernahm sowohl auf Wunsch ihres Mannes wie auch aus eigenem Antrieb eine aktive Rolle bei der Vertreibung der Medici. Sie erschien im Mai 1527 persönlich im Palazzo Medici, wo sie Alessandro und Ippolito samt ihrem Vormund Silvio Passerini, dem Kardinal von Cortona, ihre (fragwürdigen) Ansprüche auf das politische Erbe der Medici absprach. Sie forderte die drei resolut auf, sofort „ein Haus und ein Land zu verlassen, auf deren Besitz Ihr kein Recht habt, weder durch Geburt noch durch geistige Fähigkeiten“. Am 17. Mai verließen die drei ihr verhassten Personen Florenz und zogen nach Lucca.
Clarice schloss sich nun offen der antimediceischen Partei in Florenz an. Sie versuchte dann ihren Mann zu überzeugen, ein politisches Amt zu übernehmen. Filippo Strozzi zog es aber vor, ein Privatmann zu bleiben und Niccolò Capponi, der bald danach zum Gonfaloniere der Republik Florenz ernannt wurde, zu unterstützen. Die Strozzis zogen sich daraufhin auf ihre Landsitze in der Toskana zurück. Dort verstarb Clarice Strozzi am 3. Mai 1528, von ihrer Familie und ihrer Nichte aufrichtig betrauert, an den Folgen einer Fehl- oder Totgeburt.

## Herkunft und Familie
Großeltern väterlicherseits:
- Lorenzo il Magnifico (1449–1492)
- Clarice Orsini  (1453–1488)

Großeltern mütterlicherseits:
- Roberto Orsini, Graf von Tagliacozzo
- Caterina Sanseverino

Eltern:
- Piero de’ Medici, genannt der Unglückliche (1471–1503)
- Alfonsina Orsini (1472–1520)

Bruder:
- Lorenzo di Piero de’ Medici (1492–1519)

Nichte:
- Caterina de’ Medici (1519–1589), Gattin von Heinrich II, König von Frankreich (1547 bis 1559), bis 1589 politisch einflussreiche Königinmutter.

Onkel väterlicherseits:
- Giovanni de’ Medici, seit 1513 Papst Leo X. (1475–1521)
- Giuliano di Lorenzo de’ Medici, Herzog von Nemours (1479–1516)

## Ehe und Kinder
Aus der 1508 geschlossenen Ehe mit Filippo Strozzi (* 1488/89; † 18. Dezember 1538 in Florenz) entstammen folgende zehn Kinder:
- Piero Strozzi (* um 1510; † 21. Juni 1558); Condottiere, politischer Gegner des Herzogs von Florenz, späteren Großherzogs der Toskana, Cosimo I. (1519–1574); wurde 1554 Marschall von Frankreich. Er heiratete 1539 Laudomia de’ Medici, Tochter des jüngeren Pierfrancesco de’ Medici (1487–1525) und dessen Ehefrau Maria Soderini. Aus dieser Ehe entstammt der Condottiere Filippo Strozzi (1541–1582). Piero Strozzi hatte 1557 bedeutenden Anteil an der Eroberung von Calais und starb 1558 an den Folgen seiner in der Schlacht von Thionville erlittenen Verwundung.

- Roberto Strozzi (auch Ruberto Strozzi) († 1566); war in seiner Jugend mit Michelangelo befreundet. Er heiratete 1539 Maddalena de’ Medici († 1583), eine weitere Tochter von Pierfrancesco de’ Medici (1487–1525) und dessen Ehefrau Maria Soderini, und ließ sich nach 1547 als Bankier in Lyon nieder.

- Lorenzo Strozzi (3. Dezember 1513; † 14. Dezember 1571 in Avignon); Abt, wurde 1548 Bischof von Béziers und am 15. März 1557 von Papst Paul IV. zum Kardinal ernannt. Lorenzo Strozzi wurde außerdem 1561 Erzbischof von Albi und 1562 Erzbischof von Aix-en-Provence.

- Leone Strozzi (* 15. Oktober 1515; † 28. Juni 1554); trat 1530 den Malteserorden bei. Der Malteserritter wurde Prior von Capua und fungierte von 1536 bis 1552 als Galeerenkommandeur seines Ordens. Leone Strozzi war 1544 Botschafter der Malteser in Konstantinopel und fiel 1554 bei der Verteidigung der Republik Siena gegen florentinische und kaiserliche Truppen.

- Giulio Strozzi († 1537)

- Vincenco Strozzi († 1537)

- Alessandro Strozzi († 1541)

- Maria Strozzi, verheiratet mit Lorenzo Ridolfi

- Luigia Strozzi († 1534), verheiratet mit Luigi Capponi

- Maddalena oder Addalena Strozzi, verheiratet mit Flaminio, Graf von Anguillara